# 樂農
樂農（英語：Happy Veggies）是香港第一家社會企業素食餐廳，位於新界荃灣三疊潭圓玄學院 。

## 成立由來
影視紅星曾志偉和戚美珍為了協助殘疾人士就業，透過香港影視明星體育協會慈善基金參加民政事務總署推行之「伙伴倡自強」社區協作計劃，申請開設社會企業素食餐廳，獲得到社聯－滙豐社會企業商務中心的協助。在2010年10月，成立香港第一家社會企業素食餐廳──樂農。
餐廳的名字，「樂」意指開開心心，「農」則取自聾的諧音。

## 聘用聾人
樂農聘用不少聾人，他們都是透過慈善機構「龍耳」聘請。聾人員工均身穿綠色制服，而每張餐桌上都放了紙牌給食客溫馨提示，期望給予他們更多包容和耐性。如果食客遇到餐牌上不明白的事情，可以向身穿紅色制服的健聽員工求助或查詢。
由於曾志偉積極協助聾人就業，於2011年4月3日，獲得平等機會委員會及香港失明人互聯會聯合頒發「無障礙英雄」的榮譽。

## 特色
菜式方面以家庭素食為主，不加味精。沒有齋鴨、齋雞、齋燒鵝，卻有素餃子、花菇及素焗飯等食物。此外，灣仔區議會文化及康體事務委員及聖雅各福群會合辦「灣仔最喜愛食肆選舉2011」，該餐廳獲得票數最高的11間食肆之一。

## 外部連結
- 《樂農》官方網頁 （页面存档备份，存于）
- 《樂農》的Facebook專頁
- YouTube上的 《樂農》官方頻道

22°23′01″N 114°07′23″E / 22.3836°N 114.1230°E